# Dévolution du pouvoir
La dévolution du pouvoir est un transfert ou une délégation de pouvoir politique d'une entité à une autre ou d'une personne à une autre. Cette forme de décentralisation se produit en général d'une entité supérieure vers une entité inférieure, on parle de subsidiarité descendante.
Par exemple :
- la délégation du pouvoir d'un souverain à son administration ;
- le transfert du pouvoir, lors d'une succession, à une personne ou entité extérieure qui n'en a pas forcément la légitimité ;
- dans le cadre de la régionalisation d'un pays (cas des autonomies territoriales), éventuellement dans une optique fédéraliste (mise en place d'un État fédéral), la délégation à telle ou telle région de certains des pouvoirs dont était jusqu'ici titulaire l'État central.

## Notion générale
Le terme dévolution, mot formé sur le supin de devolvere (latin médiéval) signifie « rouler de haut en bas ». En usage aujourd'hui dans le langage politique et administratif, cette expression s'applique ordinairement au mouvement de passation d'un pouvoir d'une compétence, voire de l'autorité de contrôle, sur les actions et les ressources associés à ces responsabilités. Bien qu'inspiré de la terminologie juridique appliquée aux affaires civiles (droit successoral), ce concept employé dans la sphère des affaires publiques s'utilise généralement pour désigner une démarche de subsidiarité descendante, matière aujourd'hui étroitement encadrée dans tous les régimes d'État de droit.
Sur le plan politique et institutionnel, l'octroi qualifiable (non artificiellement) de dévolution peut aussi bien prendre la forme d'une régionalisation accompagnée d'une décentralisation de compétences devant s'exercer sur un territoire circonscrit et dont était jusque-là titulaire l'État central que celle d'un État unitaire qui se fédéralise. Dans ce dernier cas, l'État opte pour le partage des champs de la souveraineté par la mise en place d'un ordre de gouvernement fédéral et de celui d'États fédérés dont les attributions respectives clairement distinguées autorisent dorénavant à chacun aussi bien une gouverne qu'une gouvernance autonome garantie par la loi organique fondamentale (constitution). La situation de ces dévolus ne peut ainsi être modifiée qu'au terme d'un processus formel (généralement lourd) d'amendement aux lois organiques que régissent des règles dont le respect s'avère opposable devant le plus haut tribunal juridictionnel.
Dans le domaine administratif, le terme dévolution de pouvoir (d'exécution, d'appréciation, d'initiative, de contrôle, etc.) épouse moins une perspective de durabilité. Il s'applique plutôt couramment à la démarche de délégation de responsabilités appartenant, en vertu d'une loi, à une instance ou encore il exprime un déplacement d'une personne titulaire d'une charge publique (autorité) vers une autre entité jugée dorénavant dotée de capacités suffisantes. Ainsi, il est de bon sens de réserver l'utilisation de cette expression pour désigner le transfert opéré par une instance qui relève d'un ordre hiérarchique de capacité supérieure et qui, dûment habilitée à y procéder, dote une entité de rang inférieur, anciennement nommée dévolutaire, afin de l'habiliter dans une perspective provisoire. En droit civique dans le domaine privé, la dévolution peut être entendu comme le passage des droits héréditaires au degré subséquent, à défaut du degré précédent, ou à l'autre ligne à défaut de la première. il ne se fait aucune dévolution d'une ligne à l'autre que lorsqu'il ne se trouve aucun ascendant ni collatéral de l'une des deux lignes.
En droit canonique la dévolution peut être défini comme le droit par lequel un supérieur conférait un bénéfice laissé vacant par le collateur légitime.
Il peut y avoir dévolution du pouvoir dans le cadre d'une régionalisation qui est définie comme le fait par lequel un groupe de pays voisins transférèrent une partie de leurs pouvoirs administratifs, économiques et politiques à une entité supranationale sur l'idée d'une région.
Dans la science politique et les sciences administratives la question régionale est abordée à travers celle de l’aménagement du pouvoir et en particulier celle du pouvoir d'État selon trois perspectives différentes : une analyse centrée sur les institutions, une approche plus ascendante qui s’intéresse aux mobilisations territoriales s'attachant à l’étude de la gouvernance territoriale.

## Le système de transmission du pouvoir en France[3]
La France se distingue par le grand nombre de constitutions rédigées depuis la Révolution française mais avant la révolution sous l'ancien régime il n'existait pas de constitution écrite, mais des lois fondamentales du royaume concernant la dévolution du pouvoir (transmission de la couronne de France de mâle en mâle par ordre de primogéniture). À cette époque le roi disposait du pouvoir absolu même si quelques provinces conservent des libertés locales et le pouvoir judiciaire reste en fait relativement indépendant du roi.
La France une et indivisible, façonnée par le centralisme jacobin, n'échappe pas à cette évolution du pouvoir, sous l'effet conjugué de la réforme de l'État, du regain des identités territoriales et de la part croissante des régions et des métropoles dans le développement économique. Il est proposé une nouvelle sociologie du fait régional à partir des notions clés de pouvoir, de mobilisations sociales, de coalitions, de jeux multi-niveaux ou d'instruments de gouvernement. Sont analysés les mutations de la gouvernance publique à l'échelle des territoires, auxquels la mondialisation et l'intégration européenne fournissent de nouvelles ressources politiques. Il offre enfin une perspective inédite sur la France contemporaine, celle d'une nation différenciée, composite, où les acteurs locaux jouent un rôle grandissant dans la régulation publique ; où le pouvoir régional redessine la figure d’une République à la croisée des chemins.
La dévolution du pouvoir peut être violente ou pacifique. On pourrait croire que les aspects violents disparaissent avec le temps. Or dès Athènes, on trouve des modes non violents, alors que l'on trouve beaucoup de violence en France.
La dévolution violente est le moyen d’acquérir le pouvoir par violence. Il s'agit pour l'essentiel des révolutions, même s'il y a des coups d’état et des insurrections. Soit c'est le peuple qui se soulève dans ce cas on va parler de révolution, soit c'est ce sont les gouvernants eux-mêmes qui se remplacent par la force (coup d’état). En France nous avons connu une façon assez violente de transférer le pouvoir avec comme exemple la Révolution française de 1789 qui a servi de modèle à toutes les révolutions. C'est un modèle dans toute l'histoire car on est rarement allé aussi loin.
Elle est en revanche pacifique lorsque le gouvernement décide lui-même de céder le pouvoir sans aucune contrainte du peuple.

## La dévolution du pouvoir au Royaume-Uni
Il n'est pas dans la tradition britannique de cultiver l'uniformité. Le Royaume-Uni malgré son nom, n'a jamais considéré que l'union et l’unité passaient par standardisation des territoires, qui d'ailleurs sont chacun héritier d'une longue histoire particulière. En raison du principe de la souveraineté parlementaire il n’existe pas de hiérarchie des textes dans le droit constitutionnel britannique, certains textes sont considérés comme les fondements du modèle du Westminster.
Pourtant, ce pays s'est engagé dans une extraordinaire reforme décentralisatrice depuis 1999, reforme qui porte là-bas le nom de « dévolution » et qui renforce l’échelon intermédiaire entre l'État et la commune. L'unité du pays repose sur la couronne et on juge que son organisation administrative peut varier au gré des nécessités.
La dévolution britannique se traduit par un transfert du pouvoir de décision en matière économique, sociale et culturelle du parlement vers une assemblée régionale élue au suffrage qui est dotée, à cet effet, de moyens politiques et administratifs importants.
Une véritable démocratie doit pouvoir se développer et s'adapter à des circonstances nouvelles. Les activités d'un gouvernement central comportent de plus en plus, à l'heure actuelle, de pouvoirs et de fonctions qui peuvent s'exercer en liaison plus étroite avec les administrés. Ce point de vue est largement partagé en Écosse et au Pays de Galles.
La dévolution des pouvoirs vers l'Écosse et le pays de Galles faisait partie d'un vaste programme constitutionnel promis par le parti travailliste de Tony Blair.

### L’Écosse
L'Écosse a conservé depuis 1706 son système judiciaire et sa religion presbytérienne et est dotée depuis lors d'institutions qui lui sont propres:
- Un exécutif dont le chef est nommé par la reine sur proposition du Président de l’Assemblée régionale écossaise
- Un parlement composé de 129 députés élus pour 4 ans (et autorisés à cumuler leur mandat avec celui de député aux communes).

L'Écosse jouit désormais d'un pouvoir législatif et d'une compétence générale d'administration (santé, enseignement primaire et secondaire, formation professionnelle, aide sociale et logement, développement économique et transports, justice et police, environnement, agriculture, pêche, foret, sports, culture, administration locale). Cela a pour conséquence que la législation écossaise peut être amené à modifier des lois britanniques pour une application en Écosse. Les dotations de l'État nécessaires à l'accomplissement de ces taches nouvelles restent décidées à Westminster (c'est-à-dire par l'État central).

### Le pays de Galles
Le pays de Galles a obtenu, quant à lui, non pas le pouvoir législatif mais le pouvoir réglementaire. La commission exécutive du parlement gallois s'apparente au bureau d'un conseil général français. Les pouvoirs transférés au Pays de Galles (peu nombreux à ce stade) feront l'objet d'une dévolution progressive.
En mettant en place ce programme de « dévolution », le Royaume-Uni s'est engagé dans une logique de changement qui va dans le sens de la régionalisation souhaité par Bruxelles, mais elle le fait en respectant l’héritage de l'histoire en s'appuyant sur de très anciennes divisions du territoires.

### Comparaison entre les deux systèmes
Le Royaume-Uni occupe au sein de l'Union européenne une place à part, pas seulement du fait de son comportement souvent singulier mais aussi parce que, à la différence des autres États-membres, il n'a pas de loi fondamentale écrite qui règle les rapports des pouvoirs publics entre eux. Cela ne veut pas dire qu'il n'y a pas d'ensemble constitutionnel formant le cadre normal du fonctionnement des institutions politiques. Ce cadre est essentiellement conventionnel et législatif et, jusqu'en 1997, date de l'arrivée à la tête du pays d'un nouveau Premier ministre, Tony Blair, les gouvernements qui se sont succédé depuis la guerre avaient répugné à le changer. Il n'en avait pas moins évolué sous le poids des événements, des questions à résoudre et des personnalités chargées de le faire fonctionner. Entre 1997 et 2001, en revanche, sont apparues des innovations de nature constitutionnelle (dévolution pour l'Écosse, le pays de Galles et l'Irlande du Nord, réforme partielle de la Chambre des Lords, nouvelles institutions pour le Grand-Londres, loi sur la liberté de l'information, incorporation de la convention européenne des droits de l'Homme dans le droit britannique) qui ont créé les conditions d'un rééquilibrage des rapports centre-périphérie et d'une modernisation du système politique. Il reste que c'est encore le pouvoir central, de plus en plus personnifié par le Premier ministre seul, qui domine la vie politique ; aussi le pays que l'on décrivait volontiers encore récemment comme le modèle du parlementarisme classique a-t-il évolué vers un régime de parti dominant où la véritable opposition se trouve le plus souvent au sein du parti majoritaire lui-même. Quant à la souveraineté du Parlement, elle a été relativisée par le recours fréquent au référendum (notamment régional) et surtout par la participation à l'Union Européenne.
En France, le caractère unitaire de l'État français interdit toute dévolution du pouvoir législatif mais toutefois il existe deux exceptions:
La première concernait les États de la communauté qui disposaient d'un pouvoir législatif autonome pour la gestion de leurs affaires internes. Néanmoins, les domaines les plus importants (politique économique, financière, étrangère, défense, monnaie) relevaient de la compétence de la Communauté au sein de laquelle la France dominait.
La seconde bénéficie aujourd'hui à la Nouvelle-Calédonie. La loi organique du 19 mars 1999, prise en application des articles 76 et 77 de Constitution, dote ce territoire d'un parlement spécifique qui, dans des domaines délimités par la loi organique, vote « des lois du pays ». Cette solution est envisagée en faveur de la Polynésie française et, avec plus de difficulté.

## Canada
- Partage des compétences au Canada